# Thierry Roland
Thierry Roland (Boulogne-Billancourt, 4 agosto 1937 – Parigi, 16 giugno 2012) è stato un telecronista sportivo e conduttore televisivo francese.
È stato dal 1954 al 2010 commentatore di calcio delle partite riguardanti la nazionale francese, dapprima alla radio poi in televisione, commentando in totale 13 edizioni della Coppa del Mondo e 9 del campionato europeo. È morto nel 2012 all'età di 74 anni a causa di un ictus.

## Biografia
Il padre, Claude-Roland Lévy, detto Claude Roland, era un gioielliere, morto di meningite a 35 anni, quando Thierry aveva solo dieci anni, mentre la madre Liouba Protassieff, era russa, nativa di San Pietroburgo.

## Carriera
Ha commentato il suo primo campionato mondiale di calcio in occasione dei Mondiali di Cile '62.
Nel 1976, durante la partita Bulgaria-Francia, l'arbitro concesse un rigore ai bulgari durante i minuti finali della partita. Roland, infuriato, disse che «l'arbitro è un bastardo».
Nella seconda metà degli anni 1970 fu il presentatore di Stade 2, sul secondo canale della televisione pubblica francese. In seguitò migrò verso TF1, dove fece coppia con Jean-Michel Larqué, ex calciatore.
Nel 1998 commentò la finale di Coppa del mondo in cui i Blues ottennero il primo dei due successi nella loro storia. «Credo che dopo aver visto questo, si può morire in pace!», gridò alla fine della partita, con un parrucchino con i colori della bandiera francese.
Il duo avrebbe dovuto commentare anche gli Europei 2012, ma Roland non se la sentì in quanto reduce da un intervento chirurgico su un calcolo biliare.